# Ottersberg
Ottersberg – miasto (niem. Flecken) w Niemczech, w kraju związkowym Dolna Saksonia, w powiecie Verden.